# Daxstein (Zenting)
Daxstein ist ein Gemeindeteil der Gemeinde Zenting im niederbayerischen Landkreis Freyung-Grafenau.

## Lage
Das Dorf liegt nordwestlich des Kernortes Zenting am Daxsteiner Bach und am Osthang des Brotjacklriegel. Das am tiefsten gelegene Gebäude befindet sich auf ca. 600 Metern und das am höchsten gelegene Gebäude auf ca. 860 Metern. An Daxstein schließt der Untere Daxstein an, ein Dorf in der Gemeinde Schöllnach im niederbayerischen Landkreis Deggendorf.

## Geschichte
Daxstein wurde im Jahr 1715 gegründet, indem durch das kurfürstliche Gericht Dießenstein Rodungsrechte ("Räumrechte") am Brotjacklriegel verkauft wurden. Beginnend mit wohl vier Häusern wuchs das Dorf in den folgenden Jahrzehnten auf 28 Häuser im 19. Jahrhundert an.
Aufgrund der schlechten Bodenverhältnisse und des geringen Grundbesitzes mussten die Einwohner sich zusätzlich mit dem Bau von Rechen, Heugabeln und Sensen aus Holz ("Holzpitzlerei") den Lebensunterhalt sichern. Dabei wurden bis zu 50.000 Stück Holzwaren im Jahr produziert.
Ab 1719 gehörte Daxstein zur Pfarrei Thurmansbang. Erst 1798 kam Daxstein zur Expositur Zenting in der Pfarrei Schöllnach. 1895 wurde Zenting eine eigene Pfarrei.
1802 wechselte Daxstein vom Pfleggericht Dießenstein zum Landgericht Schönberg, das dann später im Landgericht Grafenau, dem späteren Landkreis Grafenau aufging.
1808 bildete Daxstein mit den Dörfern Hilgenreith, Haunstein und Schlag den Steuerdistrikt Hilgenreith und ab 1818 die Steuergemeinde Hilgenreith. 1821 kam Daxstein zur Gemeinde Zenting.
1928 wurde die Schule Daxstein eröffnet und 1967 wieder geschlossen. 1980 wurde im ehemaligen Schulgebäude ein Museum errichtet.
1965 wurde ein Skilift in Betrieb genommen, der heute nicht mehr existiert.
1984 wurde eine Dorfkapelle eingeweiht, als Ersatz für die alte, 1947 abgebrochene, hölzerne Kapelle.

## Trivia
Aus Daxstein stammt Maria Hattenberger, die Urururgroßmutter von Papst Benedikt XVI.